# Udinia farquharsoni
Udinia farquharsoni är en insektsart som först beskrevs av Robert Newstead 1922.  Udinia farquharsoni ingår i släktet Udinia och familjen skålsköldlöss. Inga underarter finns listade i Catalogue of Life.